# Артмансвиллер
Артмансвиллер (фр. Hartmannswiller) — коммуна на северо-востоке Франции в регионе Гранд-Эст (бывший Эльзас — Шампань — Арденны — Лотарингия), департамент Верхний Рейн, округ Тан — Гебвиллер, кантон Гебвиллер. До марта 2015 года коммуна административно входила в состав упразднённого кантона Сульц-О-Рен (округ Гебвиллер).
Площадь коммуны — 4,78 км², население — 663 человека (2006) с тенденцией к стабилизации: 655 человек (2012), плотность населения — 137,0 чел/км².

## Население
Численность населения коммуны в 2011 году составляла 658 человек, а в 2012 году — 655 человек.
| 1962 | 1968 | 1975 | 1982 | 1990 | 1999 | 2004 | 2006 | 2009 | 2011 | 2012 |
| ---- | ---- | ---- | ---- | ---- | ---- | ---- | ---- | ---- | ---- | ---- |
| 387  | 395  | 427  | 466  | 503  | 523  | 646  | 663  | 656  | 658  | 655  |

Динамика населения:

## Экономика
В 2010 году из 413 человек трудоспособного возраста (от 15 до 64 лет) 327 были экономически активными, 86 — неактивными (показатель активности 79,2 %, в 1999 году — 71,0 %). Из 327 активных трудоспособных жителей работали 309 человек (170 мужчин и 139 женщин), 18 числились безработными (7 мужчин и 11 женщин). Среди 86 трудоспособных неактивных граждан 30 были учениками либо студентами, 33 — пенсионерами, а ещё 23 — были неактивны в силу других причин.
На протяжении 2011 года в коммуне числилось 242 облагаемых налогом домохозяйства, в которых проживало 646,5 человек. При этом медиана доходов составила 22277 евро на одного налогоплательщика.

## Достопримечательности (фотогалерея)
- Церковь (XV век)
- Колокольня
- Алтарь
- Средневековая стена с башнями